# Radioteleskop Effelsberg
Radioteleskop Effelsberg – największy radioteleskop w Europie, zlokalizowany około 1 km od Effelsbergu, części Bad Münstereifel w powiecie Euskirchen w Nadrenii Północnej-Westfalii.
Radioteleskop zbudowano w latach 1968–1971, oficjalne otwarcie nastąpiło 12 maja 1971, natomiast program regularnych obserwacji rozpoczął się 1 sierpnia 1972. Jest wykorzystywany głównie przez astronomów z Max-Planck-Institut für Radioastronomie w Bonn. Do 22 sierpnia 2000, kiedy uruchomiono Green Bank Telescope, był największym radioteleskopem o ruchomej czaszy na świecie. 
Podstawę radioteleskopu stanowi okrąg o średnicy 64 metrów. Jego konstrukcja waży 3200 ton. Paraboliczna czasza o średnicy 100 m złożona jest z 2352 paneli, o łącznej powierzchni 7850 m². Czas pełnego obrotu anteny w poziomie wynosi ok. 12 minut (32°/minutę). Nachylenie w pionie można regulować od 7° do 94° (maksymalna prędkość 16°/min.). Odbiera fale radiowe w zakresie długości od 3,5 do 900 mm.